# Anne Schneider (Regisseurin)
Anne Schneider (* 1980 in Göttingen) ist eine deutsche Theaterregisseurin und war Künstlerische Leiterin von Hauptsache Frei. Festival der Darstellenden Künste Hamburgs sowie vom Kaltstart Festival. Seit 2017 ist sie gemeinsam mit Stephan Behrmann Geschäftsführerin des Bundesverbandes Freie Darstellende Künste.

## Leben und Karriere
Anne Schneider studierte Theaterwissenschaft an der Friedrich-Alexander-Universität in Erlangen. Im Jahr 2004 inszenierte sie Lantana von Andrew Bovell und 2005 Der Kick von Andres Veiel. 2007 folgte am Staatstheater Nürnberg Gehen-Bleiben aus den Tagebüchern von Viktor Klemperer, wo Anne Schneider als Regieassistentin unter anderem Arbeiten von Georg Schmiedleitner und Petra-Luisa Meyer begleitete. Es folgte eine Regieassistenz an der Schaubühne am Lehniner Platz, u. a. bei Thomas Ostermeier, Marius von Mayenburg und Jossi Wieler.
Für die Studiobühne der Schaubühne inszenierte sie Dingos von Paul Brodowsky, womit sie zum Kaltstartfestival in Hamburg eingeladen wurde und Das darf man nicht sagen von Hélène Cixous, wofür sie eine Nominierung als beste Nachwuchsregisseurin in der Kritikerumfrage der Theater heute 2010 erhielt.
Beim 100-Grad-Festival Berlin 2012 zeigte sie ihre Produktion Schwesterherz und gewann damit den Publikumspreis. Ende Juni 2012 wurde die Inszenierung in den Spielplan des Ballhaus Ost aufgenommen.
Im Mai 2012 hatte ihre Produktion Atropa – Die Rache des Friedens von Tom Lanoye am Theaterdiscounter in Berlin Premiere, womit sie ebenfalls zum Kaltstartfestival in Hamburg eingeladen wurde.
Im Januar 2013 erschien 'BRENNE! Men don't protect you anymore' am Ballhaus Ost., im Mai folgte die Uraufführung von Tobias Schwartz’ Stück ‚In der guten Stube‘. Im November 2013 hatte ,Brauner Zucker' (Sophie Nikolitsch/Anne Schneider) am Ballhaus Ost Premiere.
2014 erschien ,Desaster‘ am Lichthof Theater Hamburg und am Ballhaus Ost Berlin. 2015 folgte ,Das BiestA', ein Rechercheprojekt frei nach Ruth Rendells ,Urteil in Stein' am Theater unterm Dach und am LICHTHOF Theater, anschließend ,KeinOrt.Finsternis', frei nach Motiven von Christa Wolf, ebenfalls in Kooperation mit dem LICHTHOF Theater und dem Theater unterm Dach.
Am Ballhaus Ost realisiert sie seit Herbst 2015 die Reihe INTERVISIONS, die sie ab 2017 in Kooperation mit dem Lichthof Theater in Hamburg mit dem Kollektiv MischPULK fortsetzte.
Anne Schneider war 2013 und 2014 Künstlerische Leiterin des KALTSTART-Festivals. Ab 2015 leitete sie gemeinsam mit Sarah Theilacker das Hauptsache Frei Festival in Hamburg.
Seit 2017 ist Anne Schneider Geschäftsführerin des Bundesverbandes Freie Darstellende Künste.
- 2003: Experimentiertheater Erlangen: Anne Schneider und Eike Schamburek, „Das Galatea-Experiment“
- 2004: Experimentiertheater Erlangen: Andrew Bovell „Lantana“
- 2005: Experimentiertheater Erlangen: Andres Veiel „Der Kick“
- 2007: Staatstheater Nürnberg: Katrin Kazubko „Gehen-Bleiben“
- 2009: Schaubühne am Lehniner Platz Berlin: Paul  Brodowsky „Dingos“
- 2010: Inszenierung im Rahmen des TUSCH – Festivals Berlin: „Kein Stück. Kein Titel“
- 2010: Schaubühne am Lehniner Platz Berlin: Hélène Cixous „Das darf man nicht sagen“ – Nominierung als beste Nachwuchsregisseurin, Theater heute
- 2012: Theaterdiscounter Berlin: Tom Lanoye „Atropa - Die Rache des Friedens“
- 2012: Inszenierung im Rahmen des TUSCH – Festivals Berlin: „Hier. Dort. Dazwischen“
- 2012: Sophiensaele Berlin: Anne Schneider „Schwesterherz“ – Publikumspreis beim 100 Grad Festival
- 2013: Ballhaus Ost: Anne Schneider/Gina Henkel „Brenne! Men don't protect you anymore“
- 2013: Theater unterm Dach: Tobias Schwartz „In der guten Stube“
- 2013: Ballhaus Ost: Sophie Nikolitsch/Anne Schneider „Brauner Zucker“
- 2014: Lichthof Theater, Ballhaus Ost: Anne Schneider „Desaster“
- 2015: Theater unterm Dach: Anne Schneider „Das BiestA“
- 2015/2016: Ballhaus Ost: INTERVISIONS
- 2016: Theater unterm Dach: Anne Schneider/Victoria Hauke „KeinOrt.Finsternis“, frei nach Motiven von Christa Wolf
- 2017–2020: Lichthof Theater und andere Orte: INTERVISIONS